# Robert Ouko (Politiker)

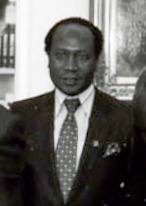
Robert Ouko

Robert Ouko (als Robert John Ouko; * 31. März 1931 in Nyahera, in der Nähe von Kisumu in der Provinz Nyanza; † 12. Februar 1990) war Außenminister von Kenia in der Regierung Daniel arap Moi von 1979 bis 1983 und von 1988 bis 1990.
Er gehörte zum Volk der Luo.
1990 wurde er unter bis heute ungeklärten Umständen ermordet, als er Korruptionsfälle untersuchte.
Untersuchungen der kenianischen Polizei sprachen ursprünglich von Selbstmord, jedoch wurde seine teilweise verbrannte Leiche mit mehrfach gebrochenem Bein und einem Kopfschuss aufgefunden. Drei parlamentarische Untersuchungen wurden abgebrochen; die vierte kam zu dem Schluss, dass Ouko in einer Residenz des damaligen Präsidenten arap Moi ermordet wurde.